# SWR-meter
Et SWR-meter eller VSWR(spænding stående bølge-forhold)-meter måler det stående bølge-forhold i en transmissionslinje (=antennekabel). Meteret kan anvendes til at indikere graden af mistilpasning mellem en transmissionslinje og dens elektriske belastning (typisk en radioantenne), eller evaluere effektiviteten af impedanstilpasningsanstrengelser.

## Direktionalt SWR-meter
Et direktionalt SWR-meter måler signalstyrken af den fremadgående og reflekterede bølge ved at hver af dem individuelt, med direktionale koblere. En beregning kan så blive lavet for at få SWR.
På diagrammet til højre er (TX; eng. (radio) transmitter; dansk radiosender) og (ANT; radioantenne) terminalerne forbundet via en intern transmissionslinje. Denne transmissionslinje er koblet elektromagnetisk til to mindre måletransmissionslinjer på hver side, som termineres med resistorer i den ene ende - småsignal ensretterdioder i den anden ende. Nogle gange anvendes en printplade med tre parallelle kobberbaner; den ene som transmissionslinje - og de to små som måletransmissionslinjer.  Resistorene vælges til at have samme resistans som måletransmissionslinjernes karakteristiske impedans. Dioderne konverterer den fremadgående og reflekterede bølge til DC-spændinger henholdsvis FWD og REV, om udglattes med små kondensatorer.
For at beregne VSWR, beregnes først reflektionskoefficienten:
{\displaystyle \Gamma ={\frac {V_{rev}}{V_{fwd}}}}
Så beregnes VSWR:
{\displaystyle VSWR={\frac {1+\Gamma }{1-\Gamma }}}
I et passivt SWR-meter bliver VSWR indikeret på en ikke-linear skala så beregninger ikke er nødvendige.

## SWR-bro
SWR kan også måles ved at anvende en modstandsbrokobling. Modstandsbrokoblingen er kun balanceret (0 volt over detektorerne) når testimpedansen eksakt svarer til referenceimpedansen. Når en transmissionslinje er mistilpasset (SWR > 1:1), vil dens indgangsimpedans afvige fra dens karakteristiske impedans; og så kan en modstandsbrokobling anvendes til at bestemme tilstedeværelsen eller fraværet af en lav (=god) SWR.
For at teste for en impedanstilpasning, bliver modstandsbrokoblingens referenceimpedans valgt så den svarer til den forventede belastningsimpedans (for eksempel 50 ohm) - og transmissionslinjen forbindes til den ukendte impedans. Et RF-effekt sendes ind i kredsløbet. Spændingerne ved indgangen af transmissionslinjen repræsenterer vektorsummen af; den fremadrettede bølge - og den reflekterede bølge fra belastningen. Hvis transmissionslinjens karakteristiske impedans vides at være 50 ohm, kender vi den fremadrettede bølges amplitude og fase; det er den samme bølge som er på den anden side af detektoren. Ved at fratrække denne kendte bølge fra bølge på transmissionslinjens indgang fås den reflekterede bølge. Når modstandsbrokoblingen er designet rigtigt kan det ikke bare vise en tilpasning, men også graden af tilpasning - hvilket muliggør beregning af SWR. Dette gøres typisk ved at skifte mellem referencebølge signalstyrken og den reflekterede bølge til et effektmeter - og sammenligne signalstyrkerne.

## Begrænsninger
Et SWR-meter måler ikke de aktuelle belastningsimpedanser (resistansen og reaktansen), men kun mistilpasningsforholdet. For at måle den aktuelle belastningsimpedans er en antenneanalysator eller lignende RF-måleapparat nødvendig. For at få en præcis måling skal SWR-meteret tilpasses transmissionslinjens impedans - typisk 50 eller 75 ohm. For at kunne overkomme flere impedanser har nogle SWR-metre en omskifter bagpå til at vælge den ønskede impedans til måletransmissionslinjerne.
Et SWR-meter skal tilsluttes så tæt på radioantennen som muligt. Grundet er at alle transmissionslinjer har et vist tab, hvilket forårsager at de reflekterede bølge dæmpes under dens rejse fra antennetilkoblingspunktet og tilbage til SWR-meteret. Derfor er SWR størst tæt på belastningen og bliver mindre jo længere målingen laves fra antennen.